# Chłopków (województwo mazowieckie)

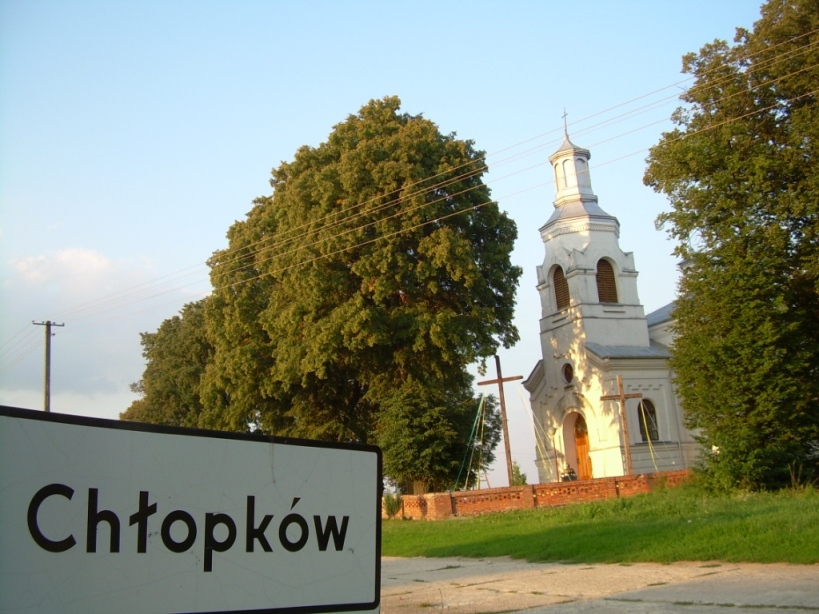
Kościół Narodzenia Najświętszej Maryi Panny

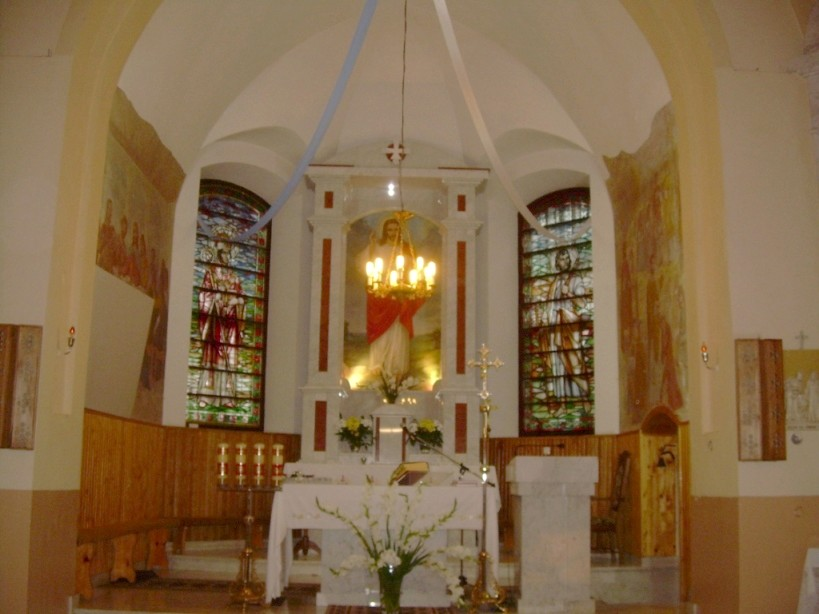
Wnętrze kościoła Narodzenia Najświętszej Maryi Panny w Chłopkowie

Chłopków (Język staroruski: Chłopowo) – wieś sołecka  w Polsce położona w województwie mazowieckim, w powiecie łosickim, w gminie Platerów.
W latach 1975–1998 miejscowość administracyjnie należała do województwa bialskopodlaskiego.

## Zarys historii
Początki Chłopkowa, zwanego pierwotnie Chłopowo, sięgają XV wieku. Otóż ok. 1450 roku Kazimierz IV Jagiellończyk, król polski (1447-1492) i wielki książę litewski (1440–1492), nadał wieś Chłopowo leżącą we włości mielnickiej niejakiemu Mleczce h. Korczak. W 1512 roku król Zygmunt I Stary (1506–1548) nadał wieś Mikołajowi Niemirze zwanemu Grzymalczyk (rus. Hrymalicz) h. Gozdawa (zm. 1533), namiestnikowi mielnickiemu (1499–1533) i drohickiemu (1516–1519), marszałkowi hospodarskiemu (1510–1533).
Okoliczności powstania unickiej parafii pw. Wniebowzięcia NMP w Chłopkowie nie są bliżej znane. Niektórzy twierdzą, że fundatorem pierwszej (być może jeszcze prawosławnej) cerkwi na przełomie XVI i XVII w. był Mikołaj Kiszka h. Dąbrowa (ok. 1565–1620), starosta drohicki (1588–1620). W 1611 roku dziedzicem tych dóbr został Wojciech Niemira h. Gozdawa (zm. przed 02.02.1625), stolnik podlaski (1603–1611) i starosta mielnicki (1611–1617). Wieś posiadał w 1673 roku stolnik podlaski Maciej Krassowski, Chłopkow leżał w ziemi mielnickiej województwa podlaskiego w 1795 roku.
Pierwsza cerkiew spłonęła w 1702 roku od uderzenia pioruna. Kolejna unicka świątynia pw. Zaśnięcia Najświętszej Maryi Panny została wzniesiona w 1704 roku. Jej kolatorem w 1726 roku był Karol Józef Hiacynt Sedlnicki h. Odrowąż (1703–1761), podkoniuszy litewski (1731–1736), starosta mielnicki (1732–1738) i wojewoda podlaski (1738–1745). W 1775 roku terytorium parafii znacznie zmalało, ponieważ kilka wsi, gdzie mieszkali łacinnicy, zostało przyłączonych do parafii Sarnaki (Lipno, Rzewuski/Rzewuszki, Grzybów, Chlebczyn, Płosków, Terlików, Binduga, Klimczyska/Klimczyce, Chybów, Kuczki/Kózki). W 1786 roku wzniesiono w Chłopkowie kolejną unicką świątynię pw. Zaśnięcia Najświętszej Maryi Panny, której poświęcenie odbyło się w 1787 roku. Jej fundusze w 1790 roku określił ówczesny dziedzic Hruszniewa i Chłopkowa – Antoni Kuczyński (1755–1811), podczaszy (1782–1790) i stolnik mielnicki (1790–1791).
W 1797 roku do parafii chłopkowskiej zostały dołączone dwie wsie z parafii mielnickiej: Mierzwice (dzisiejsze Stare Mierzwice i Nowe Mierzwice) oraz Hołowczyce (Stare Hołowczyce i Nowe Hołowczyce).
W dniu 26 grudnia 1818 roku unicka cerkiew w Chłopkowie pw. Zaśnięcia Najświętszej Maryi Panny i św. Mikołaja została poświęcona przez ks. Józefa Kocięckiego, dziekana łosickiego i proboszcza parafii Górki. Po kasacie unii parafia unicka w Chłopkowie w 1875 roku została zamieniona na prawosławną. W 1890 roku z nakazu władz carskich rozebrano dotychczasową drewnianą świątynię. Na jej miejscu w tymże roku wzniesiono nową, murowaną w stylu bizantyńsko-rosyjskim, staraniem duchowieństwa prawosławnego. Na mocy rozporządzenia Nr 65 z dnia 11 grudnia 1918 roku, wydanego przez ks. Henryka Przeździeckiego (1873–1939), biskupa siedleckiego, czyli podlaskiego (1918–1939), świątynia została rewindykowana na rzecz katolików i rekoncyliowana, co uzasadniano faktem, że postawiono ją na miejscu dawnej cerkwi unickiej. Dekretem z dnia 27 marca 1920 roku wspomniany ks. bp Henryk Przeździecki wznowił w Chłopkowie w dniu 15 kwietnia 1920 roku istnienie parafii katolickiej obrządku łacińskiego. Pierwszym administratorem został mianowany ks. Zygmunt Urban (adm. 1920–1921).
W czasie II wojny światowej kościół został ograbiony przez wojska niemieckie.
Obok kościoła stoi nowa, murowana plebania zbudowana w latach 1994–1995, staraniem ks. mgr Andrzeja Jakubowicza, proboszcza chłopkowskiego (1992–1999).
11 maja 1952 roku  na skutek donosu sołtysa Chłopkowa został rozbity patrol Adama Ratyńca „Lamparta” z 6. BW AK. Był to tragiczny efekt akcji żołnierzy "Lamparta", którzy przybyli w okolice wsi w celu likwidacji agentów UB, którzy wcześniej wydali UB gospodarzy współpracujących z oddziałem.  Za donos sołtys otrzymał 2000 złotych, a syn gospodarza który dostarczył donos do UB w Łosicach 4 tys. zł. W wyniku donosu żołnierze zostali otoczeni i się poddali wyjawiając miejsce stacjonowania oddziału. Patrol "Lamparta" został otoczony przez. 400 żołnierzy KBW i funkcjonariuszy UB i po 7 godzinnej walce rozbity. W walce poległ jego dowódca.

## Zabytki i miejsca warte odwiedzenia
- murowany kościół parafialny (dawna prawosławna cerkiew) z 1890 r. pod wezwaniem Narodzenia Najświętszej Marii Panny. Wybudowany w miejscu, gdzie stała cerkiew unicka wzniesiona w 1704 roku. Wewnątrz feretron z XVIII wieku z obrazem dwustronnym i krucyfiks barokowo-ludowy z XVIII wieku. Ołtarz z fragmentami barokowymi.
- W pobliżu kościoła, na lewym brzegu strumienia znajdują się ślady wczesnośredniowiecznego grodziska. Położona na krawędzi doliny solidna konstrukcja otoczona była wałami, których szerokość u podstawy na północnym zboczu dochodziła do 8 m. Obecnie miejsce to jest prawie płaskie. Zostało zniszczone przez wielokrotne niwelowanie wzniesienia. Duże ilości piasku i kamieni polnych z obwarowań grodziska wywieziono w XIX w. pod budowę prawosławnej cerkwi i plebanii, później w czasie budowy drogi. Znajdowano w tym miejscu wiele skorup naczyń glinianych i węgle drzewne. Miejsce to mieszkańcy nazywali „cerkwiskiem”.
- budynek plebanii z pierwszej połowy XIX wieku stojący na miejscu dawnego grodziska.
- zabytkowy cmentarz parafialny
- stary wiatrak typu „koźlak”.
- sady owocowe.
- odcinek drogi obsadzony starymi lipami.
- w pobliżu wsi lasy (Sułów, Bagno i Wisielec)
- boisko sportowe do piłki nożnej (niegdyś KS „Sokół”)

## Części wsi

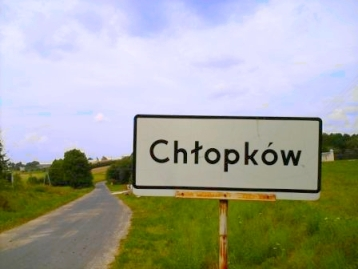
Znak wjazdu do wsi

- Chłopków-wieś
- Chłopków przy drodze
- Chłopków-Kolonia od lasu
- Chłopków-Kolonia od Szpak
- Peryczówka
- Wapnica
- Adamowo

## Sąsiadujące wsie
- Ostromęczyn (od zachodu)
- Grzybów (od północy)
- Hruszniew (od południowego zachodu)
- Stare Szpaki (od południa)
- Stare Litewniki (od wschodu)
- Ogrodniki (od południowego wschodu)